# Vélez (ort)
Vélez är en ort i Colombia.   Den ligger i departementet Santander, i den centrala delen av landet, 160 km norr om huvudstaden Bogotá. Vélez ligger 2 160 meter över havet och antalet invånare är 10 905.
Terrängen runt Vélez är lite bergig. Runt Vélez är det tätbefolkat, med 591 invånare per kvadratkilometer. Närmaste större samhälle är Barbosa, 11,1 km sydost om Vélez. Omgivningarna runt Vélez är en mosaik av jordbruksmark och naturlig växtlighet.